# Hochbunker Heckeshorn

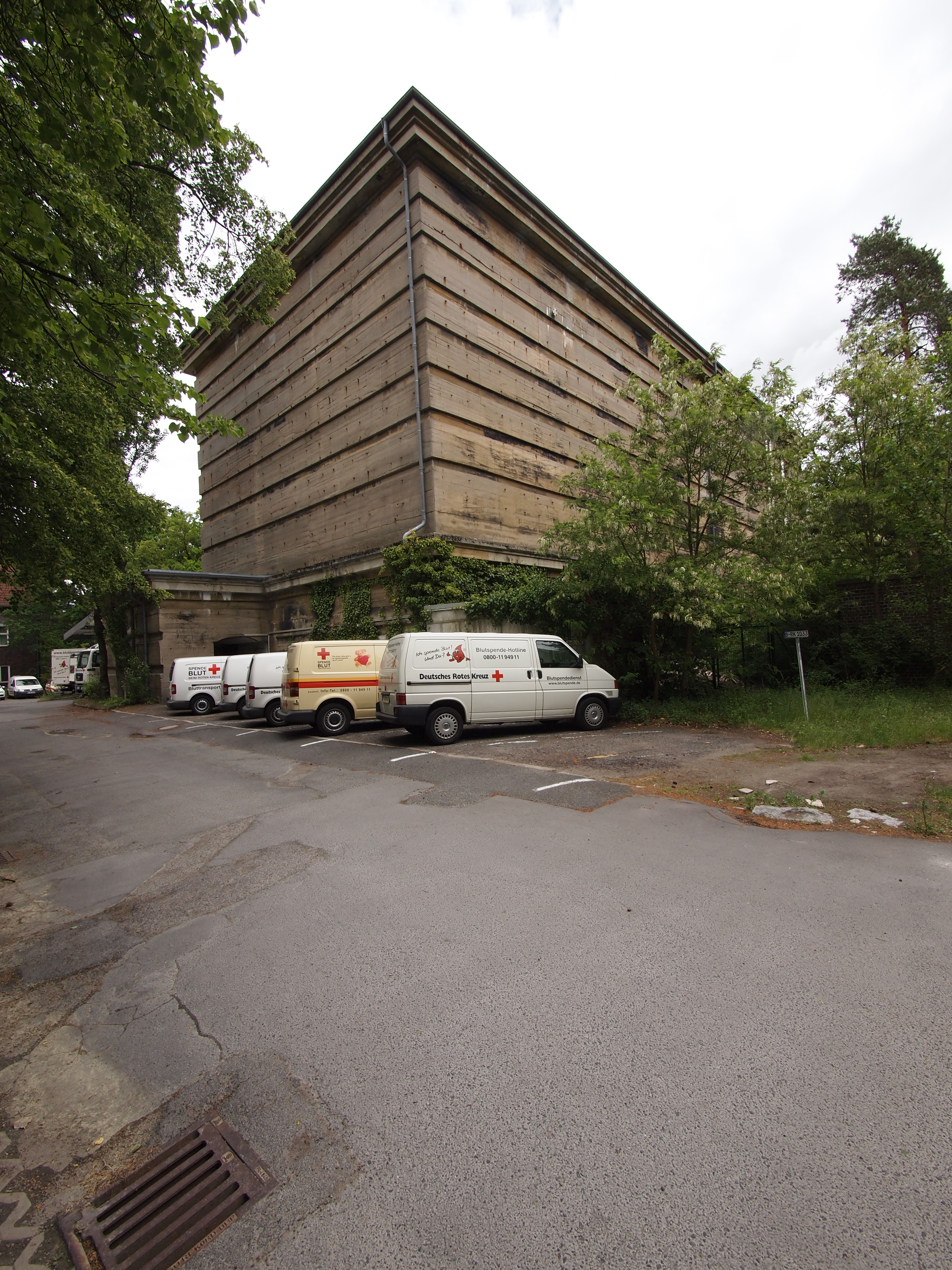
Der Bunker im Mai 2011

Der Hochbunker Heckeshorn in Berlin befindet sich auf dem Gelände der ehemaligen Reichsluftschutzschule in Heckeshorn. Der Hochbunker besteht aus sechs Etagen und wurde 1943 nach Plänen des Architekten Eduard Jobst Siedler der Technischen Hochschule Berlin errichtet. Der Fernmeldebunker hat Außenwände und Decken aus bis zu vier Meter dickem Stahlbeton.

## Geschichte
Das Bauwerk wurde als Kommandobunker für den Stab des „Luftwaffenbefehlshabers Mitte“ errichtet. Hier wurde die gesamte Luftverteidigung in einem Umkreis von etwa 250 Kilometern um Berlin koordiniert, d. h. der Einsatz der Jagdflieger sowie der Flak. Vom Bunker erging auch der Befehl zur Einschaltung der Luftschutz-Sirenen. Zusätzlich war dort die Sendestelle des Drahtfunks für die Durchsage der Luftlagemeldungen an die Bevölkerung. Kurz vor dem Ende der Schlacht um Berlin wurde die gesamte Führung der Wehrmacht (OKW/OKH) aus dem Bunker in Wünsdorf nach Heckeshorn evakuiert.
Nach der Besetzung durch die US-Militärs wurden die Drahtfunkeinrichtungen ab Februar 1946 als Sendestation für den Drahtfunk im amerikanischen Sektor (DIAS) genutzt, den Vorläufer des RIAS. Das erforderliche Studio befand sich bis 1948 im Fernamt Berlin in der Winterfeldtstraße (Schöneberg).
Ab November 1948 nutzte die „Abteilung für Post- und Fernmeldewesen des Magistrats von Groß-Berlin“ bzw. „Senatsverwaltung für Post- und Fernmeldewesen“ (SVPF – ab 1951, eine Organisation Deutsche Bundespost Berlin gab es zu keiner Zeit. Hierzu siehe auch: Oberpostdirektion – Berlin) den Bunker als Funksendestelle (FSSt) für die Telefonverbindungen nach Westdeutschland. Für die Ausstrahlung zum rund 190 km entfernten Torfhaus im Oberharz wurden in Heckeshorn insgesamt drei abgespannte Gittermaste errichtet. Die Empfangsstelle in Berlin bestand aus drei baugleichen Masten, die im Grunewald südwestlich des Olympiastadions auf einer Ruine der während der NS-Zeit geplanten Wehrtechnischen Fakultät errichtet worden waren, wo sich heute der Teufelsberg befindet. Ab Herbst 1951 liefen diese Verbindungen über die neue Richtfunkstelle Berlin 2 östlich des Strandbads Wannsee zum nur 135 km entfernten Höhbeck bei Gartow. Im März 1959 kam die dritte Richtfunkstelle auf dem Schäferberg dazu, die wieder Richtung Torfhaus sendete.
Ab 1967 diente der Bunker als Pathologie und Leichenhalle für die Lungenklinik Heckeshorn.
1985 wurde der Bunker zum OP-Bunker und als „Notkrankenhaus“ für 400 Patienten ausgebaut.